# 拉諾德查南托爾天文台

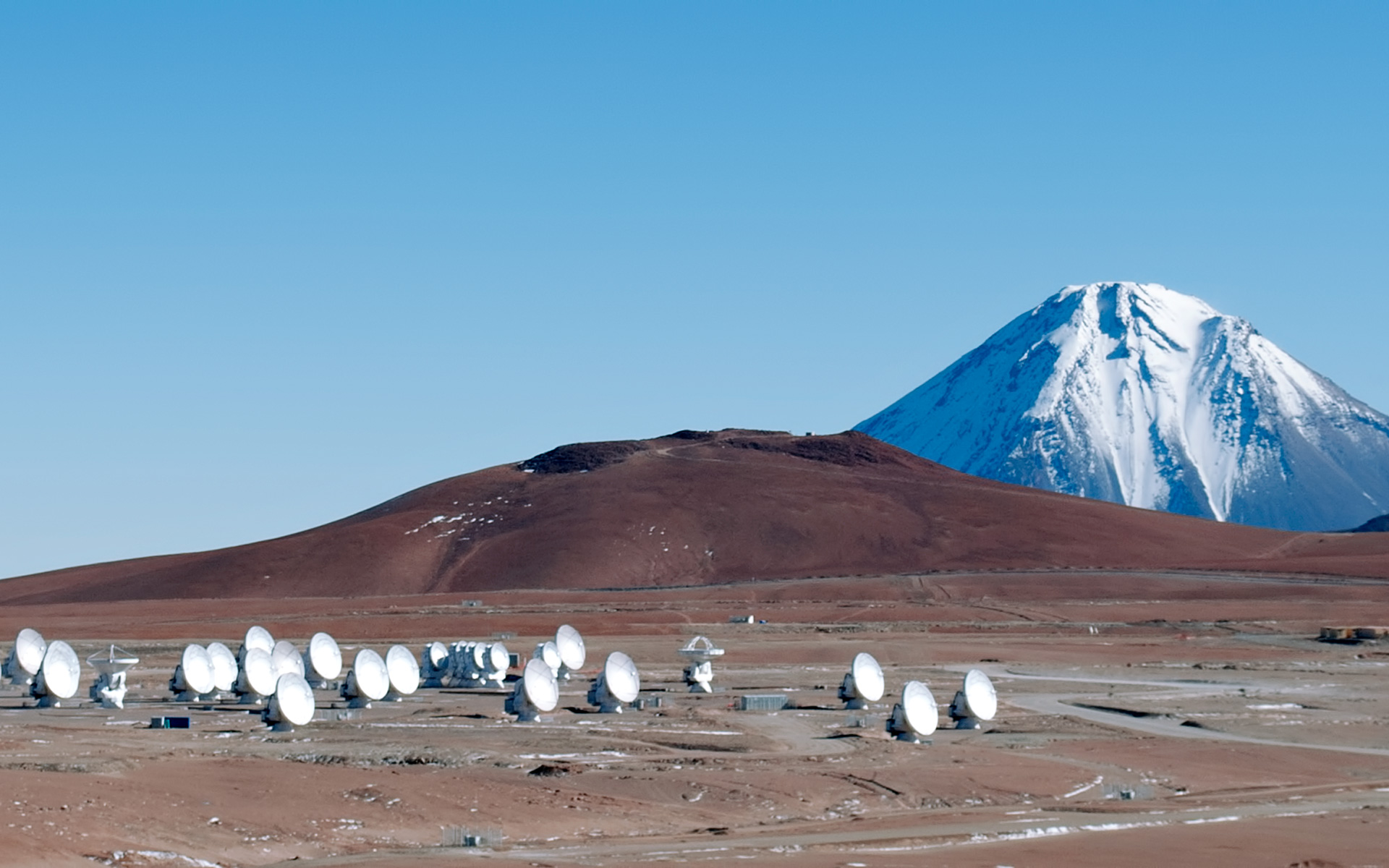
拉諾德查南托爾天文台

拉諾德查南托爾天文台（Llano de Chajnantor Observatory）是位於智利北部阿塔卡馬沙漠海拔4,800公尺（15,700英尺）的一組天文台。拉諾德查南托爾天文台位於安托法加斯塔大區，距離聖佩德羅德阿塔卡馬以東約50公里（31 英里）。該地區異常乾旱的氣候不適合人類生存，但卻為毫米波、次毫米波和中紅外線天文學研究創造了絕佳的條件，因為水蒸氣吸收並衰減亞毫米輻射。
拉諾德查南托爾是世界上規模最大、最昂貴的天文望遠鏡計畫阿塔卡馬大型毫米波/亞毫米波陣列（ALMA）的所在地。智利政府已將查南托爾平原及其周邊地區指定為查南托爾科學保護區（Reserva Científica de Chajnantor）。

## 設施
- 阿塔卡馬大型毫米波/亞毫米波陣列：大型次毫米電波望遠鏡干涉儀，由54個大的12公尺（39英尺）拋物面天線和12個7公尺（23 英尺）拋物面天線組成，由美國國家電波天文台和歐洲南方天文台開發和運營。自2013年10月起全面投入營運。
- 阿塔卡馬探路者實驗：是一台12公尺（39英尺）次毫米電波望遠鏡，於2003年安裝，2005年啟用，由馬克斯·普朗克射电天文研究所運營。
- 阿塔卡馬亞毫米望遠鏡實驗：是一台10公尺（33英尺）次毫米電波望遠鏡，是阿塔卡馬大型毫米波/亞毫米波陣列的早期原型，由日本國立天文台運作。阿塔卡馬亞毫米望遠鏡實驗最初於2000年在日本建造，2002年在智利重新組裝。
- NANTEN2天文台：是一台4公尺（13.1英尺）毫米波電波望遠鏡。2004年從拉斯坎帕納斯天文台遷出，自1995年起一直在該天文台運行。

## 外部連結
- 维基共享资源上的相關多媒體資源：拉諾德查南托爾天文台
- Atacama Large Millimeter/sub-millimeter Array （页面存档备份，存于） public site homepage
- Description of a trip to Llano de Chajnantor Observatory on BBC News （页面存档备份，存于）
- Additional pictures of the site （页面存档备份，存于）